# Alphonse François

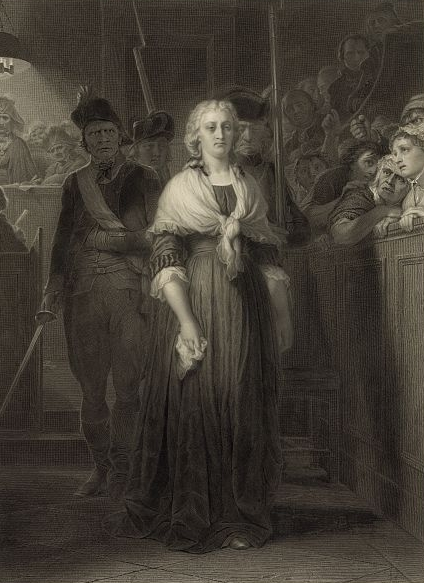
Marie-Antoinette vor dem Revolutionstribunal, 1857

Alphonse François (* 25. August 1814 in Paris; † 7. Juli 1888 ebenda) war ein französischer Kupferstecher.

## Leben
Alphonse François erhielt mit seinem älteren Bruder, Charles-Remy-Jules François (1809–1861), seine Ausbildung unter Louis Pierre Henriquel-Dupont.
1857 wurde er Offizier der Ehrenlegion, 1873 Mitglied der Académie des Beaux-Arts.

## Werk
Mit großer Zartheit und Eleganz stach er eine Menge von Blättern teils nach neueren französischen Malern, teils nach älteren Italienern.
Zu seinen Hauptblättern gehören:
- der Übergang Bonapartes über die Alpen
- Marie-Antoinette vor dem Revolutionstribunal
- der junge Giovanni Pico della Mirandola, den seine Mutter lesen lehrt, nach Paul Delaroche
- die Vision des Hesekiel nach Raffael
- die Versuchung Christi
- Mignon und ihr Vater
- Mignon in der Kirche, nach Ary Scheffer
- die Gemahlin des Königs Kandaules nach Gérôme
- die Krönung der Jungfrau Maria aus dem Oratorium von San Jacopo Maggiore in Fiesole. Für diesen letzteren Stich bekam er 1867 die Ehrenmedaille.